# Samson Kutateładze
Samson Siemionowicz Kutateładze (ros. Самсон Семёнович Кутателадзе; ur. 18 lipca?/31 lipca 1914 w Petersburgu, zm. 20 marca 1986 w Moskwie) – radziecki fizyk i pedagog, specjalista w zakresie fizyki ciepła i dynamiki płynów, akademik Akademii Nauk ZSRR.

## Życiorys
Urodził się w gruzińskiej rodzinie. Do 1930 skończył 8 klas szkoły, a w 1932 technikum wieczorowe, połączone z nauką zawodu ślusarza w zakładach Chimgaz. W lutym 1932 został laborantem Centralnego Instytutu Kotłoturbinowego im. Połzunowa, w 1938 napisał monografię na temat teorii wymiany ciepła przy zmianie zagregowanego stanu skupienia materii. W kwietniu 1941 został powołany do Armii Czerwonej, od czerwca 1941 uczestniczył w wojnie z Niemcami jako dowódca drużyny karabinów maszynowych 116 samodzielnego batalionu piechoty Frontu Północnego. 19 lipca 1941 został ciężko ranny w nogę, po wyleczeniu ran był starszym inżynierem jednostki operacyjnej w rejonie murmańskim 14 Armii (Front Karelski), brał udział w obronie obszarów podbiegunowych. W sierpniu 1945 został zwolniony do rezerwy jako starszy technik porucznik, pracował jako kierownik laboratorium w Centralnym Instytucie Kotłoturbinowym im. Połzunowa, w 1950 ukończył Leningradzki Zaoczny Instytut Kotłoturbinowy, w 1952 obronił pracę doktorską. Od 1954 kierował Wydziałem Fizyczno-Technicznym Centralnego Instytutu Kotłoturbinowego, jednocześnie wykładał w Wojskowo-Morskiej Akademii Okrętownictwa i Uzbrojenia im. Kryłowa jako profesor. W 1955 otrzymał stopień kapitana.
Od końca 1958 pracował w Syberyjskim Oddziale Akademii Nauk ZSRR w Nowosybirsku, gdzie w styczniu 1959 został zastępcą dyrektora Instytutu Fizyki Ciepła ds. naukowych, a w październiku 1964 dyrektorem Instytutu Fizyki Ciepła Syberyjskiego Oddziału Akademii Nauk ZSRR. W 1962 został profesorem, a w 1965 kierownikiem działu fizyki ciepła Nowosybirskiego Uniwersytetu Państwowego. Zajmował się teorią wymiany ciepła, szczególnie wrzenia, teorią turbulentnej warstwy granicznej, hydrodynamiką układów gaz-ciecz i problemami modelowania fizycznego. Opracował ogólne warunki podobieństwa procesów wymiany ciepła i ruchu przy zmianie stanu skupienia materii i wprowadził odpowiednie kryterium podstawowe. Szczególne znaczenie ma zaproponowana przez niego teoria hydrodynamiczna teoria kryzysów wymiany ciepła przy wrzących cieczach. Założył i został kierownikiem naukowym Specjalnego Biura Konstrukcyjnego ds. Inżynierii Chemicznej Energetyki Ministerstwa Inżynierii Chemicznej. Pod jego kierunkiem powstała w miejscowości Paratunka na Kamczatce pierwsza na świecie geotermalna instalacja freonowa. W 1968 został członkiem korespondentem, a w 1979 członkiem rzeczywistym Akademii Nauk ZSRR. Od 1976 do 1986 był członkiem Prezydium Syberyjskiego Oddziału Akademii Nauk ZSRR i przewodniczącym Syberyjskiego Oddziału Rady Naukowej Akademii Nauk ZSRR Fizyka Ciepła i Energetyka Ciepła. Mieszkał w Nowosybirsku. Zmarł w Moskwie, został pochowany na Cmentarzu Południowym w Nowosybirsku. Jego imieniem nazwano ulicę w Nowosybirsku.

## Odznaczenia i nagrody
- Medal Sierp i Młot Bohatera Pracy Socjalistycznej (18 lipca 1984)
- Order Lenina (trzykrotnie, 29 kwietnia 1967, 30 czerwca 1982 i 18 lipca 1984)
- Order Rewolucji Październikowej (17 lipca 1974)
- Order Wojny Ojczyźnianej I klasy (11 marca 1985)
- Order Czerwonego Sztandaru Pracy (10 czerwca 1954)
- Order „Znak Honoru” (21 czerwca 1957)
- Nagroda Państwowa ZSRR (1983)
- Nagroda Państwowa RFSRR (pośmiertnie, 1988)
- Nagroda im. Połzunowa Akademii Nauk ZSRR (1976)
- Medal Maksa Jacoba (USA, 1969)

I inne.